# Castelnuovo Don Bosco
Castelnuovo Don Bosco ist eine Gemeinde in der italienischen Provinz Asti (AT), Region Piemont. Mit dem Namenszusatz wird der bei Castelnuovo (in dem Dorf Becchi) geborene Don Bosco geehrt, der den in der Waisenfürsorge tätigen Orden der Salesianer Don Boscos gründete und in seiner Heimatstadt als Heiliger verehrt wird.

## Lage und Einwohner
Castelnuovo Don Bosco liegt knapp 30 km nordwestlich von der Provinzhauptstadt Asti entfernt auf einer Höhe von 240 m über dem Meeresspiegel. Das Gemeindegebiet umfasst eine Fläche von 22 km² und hat 3092 Einwohner (Stand 31. Dezember 2023). Zur Gemeinde zählen noch die kleinen Dörfer und Weiler Bardella, Mondonio, Morialdo, Nevissano und Ranello. Die Nachbargemeinden sind Albugnano, Buttigliera d’Asti, Capriglio, Moncucco Torinese, Moriondo Torinese, Passerano Marmorito und Pino d’Asti. 

## Geschichte

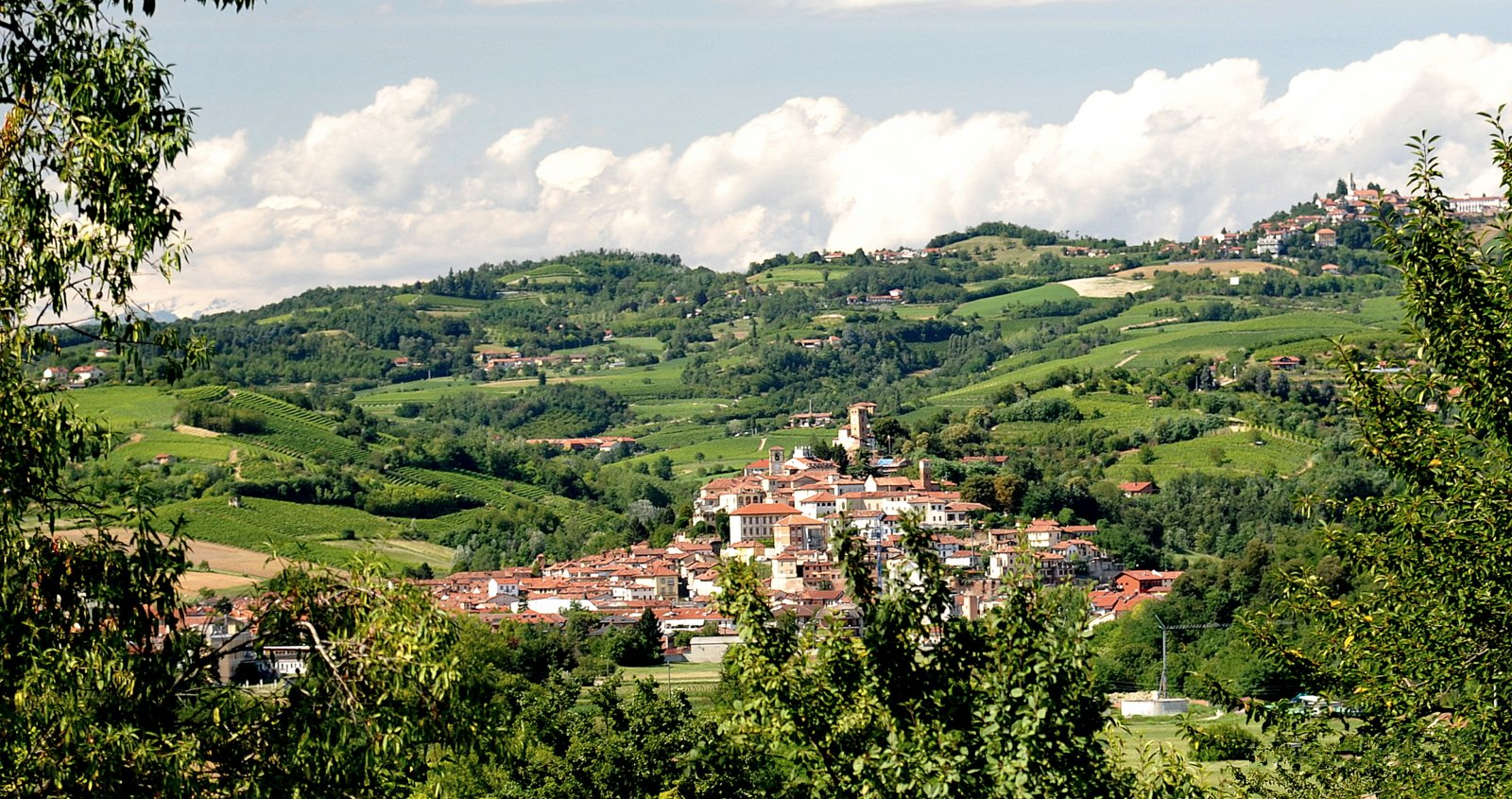
Panorama

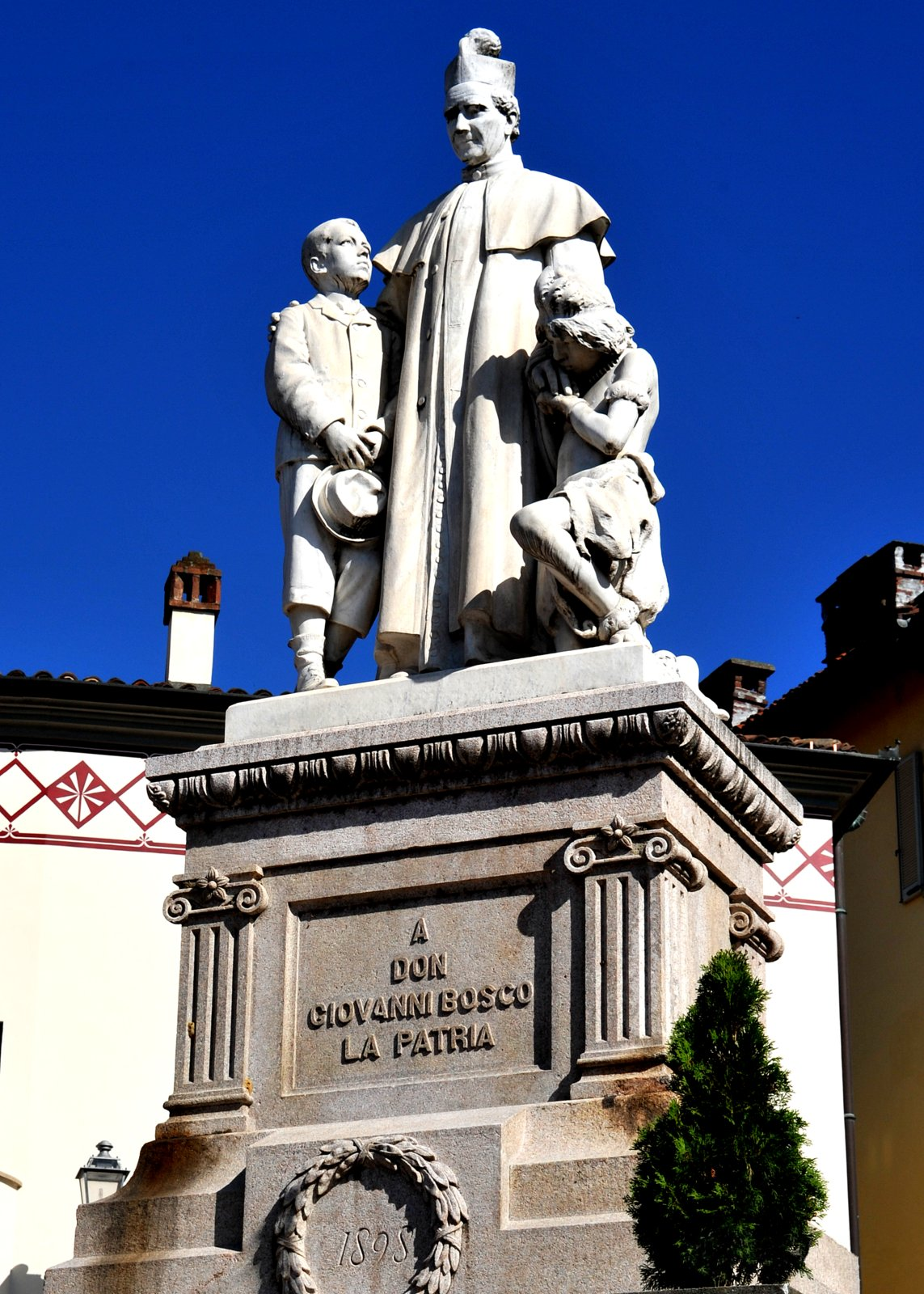
Denkmal von Don Bosco

Der Ort hieß Castelnuovo d'Asti, bevor er den Nachnamen seines berühmtesten Mitbürgers erhielt. Der Ursprung des Ortsnamens ist auf das Vorhandensein einer Burg zurückzuführen, um die sich ein Dorf aus der Zeit nach dem Jahr 1000 entwickelte.
In der Antike gehörte es zur einen Hälfte den Herren von Riva und zur anderen den Grafen von Biandrate, um es dann vom Kaiser als Oberhoheit den Markgrafen von Monferrato zu überlassen.
Zuerst war es der Gemeinde Asti unterworfen, danach wurde es 1288 den Herren von Rivalba und den Herren von Piea zum Lehen gemacht, bis es endgültig wieder Teil der Gemeinde Asti wurde. Der wichtige Ort wurde von Gian Galeazzo Visconti in das Hauptquartier von Astesana eingegliedert, einer territorialen Gruppierung, die aus vierzehn Städten von großer strategischer Bedeutung bestand, die nicht unbesiegbar waren, aber direkt der Autorität des Gouverneurs von Asti unterstanden. Im Jahr 1618 gründete Carlo Emanuele I. von Savoyen, Graf von Asti und Herr von Astesana, aus dringenden finanziellen Gründen die feudalen Titel der Kapitänsorte, stellte sie zum Verkauf und vergab sie an den Meistbietenden.
Castelnuovo d'Asti wurde 1619 dem Grafen Ernst von Mansfeld zugesprochen, bis es nach seinem Tod an seine leibliche Schwester Mathilde von Savoyen, die Frau von Karl von Simiana, übergeben wurde. Sie behielten die Herrschaft über den Ort bis 1716, als Irene Simiana, die letzte Erbin der Familie, Michele Imperiale, Prinz von Francavilla, heiratete.
In den Jahren des Zweiten Weltkriegs, zwischen 1941 und 1943, wurden in Castelnuovo 45 jüdische Flüchtlinge (darunter Familien mit Kindern) aus dem Balkan interniert. Nach dem 8. September 1943, mit der deutschen Besatzung, zerstreute sich die Gruppe, mittlerweile durch zahlreiche Verlegungen nach Ferramonti oder andere Internierungsorte auf 20 Personen reduziert. Am Ende gelang es allen Internierten, sich zu retten. Die meisten fanden Zuflucht in der Schweiz, andere machten sich auf den Weg nach Süden, um der alliierten Armee zu begegnen.

## Söhne und Töchter des Ortes
- Don Giovanni Bosco (1815–1888), katholischer Priester und Ordensgründer
- Don Giuseppe Cafasso (1811–1860), katholischer Priester und Sozialreformer
- Giovanni Kardinal Cagliero SDB (1838–1926), vatikanischer Diplomat

## Kulinarische Spezialitäten
Die Gemeinde gibt dem Weinbaugebiet Malvasia di Castelnuovo Don Bosco seinen Namen. In Castelnuovo Don Bosco werden auch Reben der Sorte Barbera für den Barbera d’Asti, einen Rotwein mit DOCG Status angebaut.

## Schwefelquellen
In der Gegend von Bardella, etwa 2 km von der Stadt entfernt, entspringen Schwefelquellen. Es handelt sich um kalte Quellen, die zur Behandlung des Verdauungssystems und der Haut eingesetzt werden.